# 傅上瑞
傅上瑞（？—1648年），字禧徵，山東濟南府武定州（今山東省惠民縣）人，明朝末年政治人物。

## 生平
崇禎十二年（1639年）己卯科山東鄉試舉人，十三年（1640年）庚辰科進士。戶部觀政，授黃州府推官，調武昌府推官，署知府。張獻忠渡江，監軍江北。武昌陷落，傅上瑞經何騰蛟推薦，任湖廣僉事，陞湖廣參議，晉太僕寺卿。何騰蛟在長沙集結僚屬，傅上瑞請求設立十三鎮。後以都察院右僉都御史巡撫偏沅，招標將胡躍、吳勝、陳紹堯五千餘兵守衛平江、瀏陽。
傅上瑞家人自山東前來，講述山東當地縉紳降清得官之事，傅上瑞心動，於是放棄平江，以入衛為名，到沅州駐扎，盡撤瀏陽、醴陵防禦，仍累加兵部尚書。順治四年（1647年）八月，清兵至，傅上瑞舉軍投降，清兵藉機在沅州屠城，偏橋、鎮遠亦陷落。五年（1648年）閏三月，金聲桓反清，清人恐怕傅上瑞為內應，與劉承胤同在武昌斬首。